# Celeno
Na mitologia grega Celeno (em grego clássico: Κελαινώ; romaniz.: Kelainó; lit. "a escura") pode referir-se:
- Celeno foi um monstro, uma harpia que Eneias encontrou em Strofades.[1][2] Ela revelou as profecias de suas jornadas vindouras. Foi uma das três irmãs, cada uma das quais representava um aspecto diferente de uma grande tempestade. O nome significa "escuridão" ou "negrume".[1] Foi descrita como amante do vento do leste, Zéfiro, e com ele deu à luz três cavalos falantes, Aquiles, Bálio e Nato. Também foi conhecida como Podarge ("pé ligeiro"). A harpia Celeno aparece também como cativa de uma bruxa do "Carnaval da Meia-noite", na novela de Peter Beagle, "O Último Unicórnio".
- Uma das plêiades, ou "Sete Irmãs", foi também chamada de Celeno.[2] Ela foi casada com Posidão e com ele mãe de Lico,[2] Nicteu, Eurípilo e possivelmente de Tritão. Pode ter sido também a mãe de Deucalião com Prometeu.
- Uma das Danaides, a filha de Dánao. A mãe era Crino. Ela casou Hipérbio, filho de Egito e Hefestina.
- Celeno foi uma amazona.[1] Ela foi morta por Héracles enquanto ele realizava o nono trabalho.